# The Onyx Hotel Tour
The Onyx Hotel Tour foi a quinta turnê da artista estadunidense Britney Spears, em apoio ao seu quarto álbum de estúdio, In the Zone (2003), e visitou a América do Norte e a Europa. Uma turnê para promover o álbum foi anunciada em dezembro de 2003, originalmente com o nome de In the Zone Tour, mas Spears foi processada por violação de marca registrada e proibida de usar o nome. Spears sentiu-se inspirada a criar um show com o tema de um hotel, que mais tarde ela misturou com o conceito de uma pedra ônix. O palco, inspirado nos musicais da Broadway, era menos elaborado do que de suas turnês anteriores. O setlist foi composto principalmente por canções de In the Zone, bem como algumas de suas canções antigas retrabalhadas com diferentes elementos de jazz, blues e percussão latina. A promotora da turnê, Clear Channel Entertainment, divulgou a turnê para um público mais adulto do que os shows anteriores da cantora, enquanto a patrocinadora MTV promoveu pesadamente a turnê em seus programas de TV e em seu site.
The Onyx Hotel Tour foi um sucesso comercial. De acordo com a revista Billboard, os 25 shows na América do Norte arrecadaram quase US$ 19 milhões, com 300.460 ingressos vendidos, e US$ 34 milhões, com 601.040 ingressos vendidos, nos 52 dos 53 shows da turnê. De acordo com a revista Pollstar, a The Onyx Hotel Tour vendeu 641.428 ingressos no ano de 2004. Em 6 de junho de 2004, Spears se apresentou para 25.367 fãs na RDS Arena, em Dublin, na Irlanda, com um faturamento bruto de US$ 1,359,648. As quatro noites na Arena Wembley, em Londres, Inglaterra, arrecadaram US$ 2,179,820, com 41.823 ingressos vendidos. Em março de 2004, Spears sofreu uma lesão no joelho, enquanto estava no palco, o que a forçou a reagendar dois shows. Em junho, Spears caiu e machucou o joelho novamente durante a gravação do videoclipe da canção "Outrageous". Ela passou por uma cirurgia artroscópica, e o restante da turnê foi cancelado. Em 2005, Spears processou suas seguradoras por negarem a ela um reembolso pelo cancelamento. O canal a cabo Showtime transmitiu ao vivo o show de 28 de março de 2004, ocorrido na American Airlines Arena, em Miami, nos Estados Unidos, em um especial intitulado Britney Spears Live From Miami. Imagens dos bastidores foram incluídas no reality show Britney and Kevin: Chaotic, estrelado pela cantora e seu então marido, Kevin Federline.